# La Femme du pasteur
Pour les articles homonymes, voir La Femme du pasteur (homonymie).
Pour plus de détails, voir Fiche technique et Distribution.
La Femme du pasteur ou La Femme du prédicateur au Québec (The Preacher's Wife) est un film de Noël américain de Penny Marshall sorti en 1996.
Il s'agit du remake de Honni soit qui mal y pense (1947).
Le film suit Henry Biggs (Courtney B. Vance) qui est le pasteur d’une église baptiste à New York qui est confrontée à des difficultés financières et un déclin de l’assistance.  Il néglige de plus en plus sa famille, et en réponse à l'une de ses prières, l'ange Dudley (Denzel Washington) vient à son secours. Mais il tombe amoureux de la femme du pasteur, Julia (Whitney Houston).

## Synopsis
Une voix off celle du petit Jérémiah (Justin Pierre Edmund) guide le spectateur tout au long du film.
Le révérend Henry Biggs (Courtney B. Vance) est le pasteur d'une petite église baptiste en déconfiture dans un quartier pauvre de New York. La fréquentation décline, Henry est tiraillé dans tous les sens par les besoins de ses paroissiens, et les finances de l'église sont en mauvais état. Henry est soumis à une intense pression par le promoteur immobilier Joe Hamilton (Gregory Hines) pour qu’il vende les biens de l'église afin que Hamilton puisse construire des condominiums de luxe sur son emplacement. Henry est également devenu négligent envers sa femme, Julia (Whitney Houston), et son fils, Jérémiah. Julia craint que son mariage soit en train de se défaire. Doutant qu'il puisse changer la vie de ses paroissiens et commençant à perdre sa foi, Henry implore l’aide de Dieu, et elle vient sous les traits de Dudley (Denzel Washington), un ange spirituel et débonnaire. Dudley dit à Henry qu'il est un ange envoyé par Dieu pour l'aider, mais Henry est se méfie beaucoup de lui. Julia, au contraire, est instantanément séduite par la beauté et le calme de l'ange.
Avec l'approche de Noël, le calendrier de Henry s’alourdit de plus en plus, et Dudley commence à passer la plus grande partie de son temps avec Julia et Jérémie. La secrétaire du pasteur, Beverly (Loretta Devine), devient agressive, croyant Dudley est là pour lui prendre son travail. La mère de Julia, Margueritte (Jenifer Lewis), qui a la langue acérée, se méfie elle aussi de Dudley, parce qu'elle croit que le nouveau venu va briser le mariage de sa fille. Dudley et Julia vont faire du patin à glace, puis plus tard, passent une soirée dans le club de jazz où Julia se produisait autrefois. Après Henry s’est heurté à Dudley, celui-ci se rend compte qu'il est en train de devenir amoureux de Julia. Il s’occupe alors de Hamilton, et parvient à brouiller les plans de Hamilton pour obtenir de Henry qu’il lui vende l'église. Henry se rend compte alors que sa famille est la chose la plus importante dans sa vie, et il décide d'être un meilleur mari et un meilleur père. Au spectacle de Noël de l'église, Henry retrouve sa foi en Dieu et restaure ses liens avec sa famille.
Une fois son travail fait, Dudley donne à la famille Biggs en cadeau un arbre de Noël entièrement décoré. Il efface ensuite tous les souvenirs de lui-même chez tous ceux qu'il a rencontrés, et bien qu'il assiste à un service de minuit pour la veillée de Noël, personne ne le reconnait. Jérémie, qui a une foi d’enfant, se souvient encore de Dudley, et lui souhaite un joyeux Noël.
Une intrigue secondaire présente tout au long du film se concentre sur les talents de Julia dans le chant. Autrefois chanteuse dans un nightclub populaire, elle est maintenant une star dans le chœur de l'église. Cette intrigue secondaire est le prétexte à plusieurs épisodes dans lesquels le chœur se produit et où la musique Gospel joue un rôle important. Elle apporte également un aspect comique en la personne d'un chef de chorale dominateur.

## Fiche technique
- Titre original : The Preacher's Wife
- Titre français : La Femme du pasteur
- Titre québécois : La Femme du prédicateur
- Réalisateur : Penny Marshall
- Scénario : Nat Mauldin et Allan Scott d'après le scénario de Leonardo Bercovici et Robert E. Sherwood
- Direction artistique : Dennis Bradford
- Décors : Bill Groom
- Costumes : Cynthia Flynt
- Photographie : Miroslav Ondrícek
- Montage : George Bowers et Stephen A. Rotter
- Musique : Hans Zimmer
- Production : Samuel Goldwyn Jr.
- Société de production : The Samuel Goldwyn Company, Touchstone Pictures, Parkway Productions, Mundy Lane Entertainment
- Langue : Anglais
- Format : Couleurs - 35 mm - 1.85 : 1 - Dolby stéréo
- Genre : Comédie romantique
- Durée : 124 minutes
- Pays : États-Unis
- Dates de sortie : 
  - États-Unis : 13 décembre 1996
  - France : 24 décembre 1997

## Distribution
- Whitney Houston (VF : Micky Sébastian ; VQ : Claudine Chatel) : Julia Biggs
- Denzel Washington (VF : Emmanuel Jacomy ; VQ : Jean-Luc Montminy) : Dudley
- Courtney B. Vance (VF : Thierry Desroses ; VQ : Daniel Picard) : Révérend Henry Biggs
- Gregory Hines (VF : Greg Germain ; VQ : Pierre Chagnon) : Joe Hamilton
- Jenifer Lewis : Margueritte Coleman
- Loretta Devine : Beverly
- Justin Pierre Edmund (VQ : Lawrence Arcouette) : Jeremiah Biggs
- Lionel Richie (VF : Pascal Renwick) : Britsloe
- Paul Bates : (VF : Pierre Saintons) : Saul Jeffreys
- Lex Monson : (VF : Robert Liensol) : Osbert
- Darvel Davis Jr. : Hakim
- William James Stiggers Jr. : Billy Eldridge
- Marcella Lowery : Anna Eldridge
- Cissy Houston (VF : Liliane Gaudet): Mrs. Havergal

Note : La VF n'a été utilisée que lors de sa sortie au cinéma. Le DVD contient le doublage québécois.

## Nomination
- Oscars 1997 : Nomination à l'Oscar de la meilleure musique de film pour Hans Zimmer